# Jorge Solari
Jorge Raúl Solari (Buenos Aires, 11 novembre 1941) è un allenatore di calcio ed ex calciatore argentino.

## Carriera
Nato da una famiglia italiana, della Liguria, soprannominato "El Indio", Solari è stato un discreto giocatore: ha militato a lungo per il River Plate e ha fatto parte della nazionale argentina ai Mondiali 1966 in Inghilterra. Più tardi è stato ingaggiato per allenare la nazionale dell'Arabia Saudita, che ha condotto al secondo turno dei Mondiali del 1994 in Stati Uniti. Solari ha poi allenato altre squadre, come il Tenerife e lo Yokohama Marinos (nel 1995).
Jorge è lo zio di Santiago Solari, ex calciatore di Real Madrid e Inter.

## Palmarès

### Giocatore

#### Competizioni internazionali
- Coppa Libertadores: 1

Estudiantes: 1970

### Allenatore

#### Competizioni nazionali
- Campionato argentino: 2

Rosario Central: 1973
Independiente: 1988-1989
- Campionato colombiano: 1

Millonarios: 1978
- Torneo Argentino A: 1

Atletico Tucuman: 2007-2008

#### Competizioni internazionali
- Coppa CONMEBOL: 1

Rosario Central: 1995